# Franciscaines de la charité chrétienne
Les Franciscaines de la charité chrétienne (en latin : Congregatio Sororum Tertio Ordinis Sancti Francisci a Caritate Christiana) sont une congrégation religieuse féminine hospitalière de droit pontifical.

## Historique
Souhaitant faire appel à la collaboration de sœurs infirmières, les médecins de l'hôpital Wiedner de Vienne se tournent vers une fraternité du Tiers-Ordre franciscain fondée en 1847. Le 10 mai 1857, le cardinal Joseph Othmar von Rauscher, archevêque de Vienne, autorise les franciscaines à mener une vie commune et donne l'habit religieux aux 93 premières postulantes. 
En 1861, les sœurs doivent quitter le service de l'hôpital Wiedner et restent sans demeure ; grâce à la contribution de l'empereur François-Joseph Ier d'Autriche, de l'impératrice Caroline-Auguste de Bavière, du baron Riesenfesl et du prince von Schwarzenberg , elles achètent des bâtiments sur la Hartmanngasse à Vienne qu'elles transforment en couvent avec un hôpital qui devient leur maison-mère. Le pape Pie XI reconnaît la congrégation le 24 novembre 1926, l'institut est définitivement approuvé en 1934. 
Le 21 juin 1998 à Vienne, le pape Jean-Paul II béatifie Marie Restitute Kafka, franciscaine de la charité chrétienne, décapitée par les nazis en 1943. 

## Activités et diffusion
Les Franciscaines de la charité chrétienne se dédient à l'assistance hospitalière des malades, principalement dans les établissements qu'elles gèrent.
Elles sont présentes en : 
- Europe : Autriche, Italie ;
- Amérique : Argentine, Paraguay.

La maison généralice est à Vienne.
Au 31 décembre 2005, la congrégation comptait 126 religieuses dans quinze maisons.